# アマゾン (フリゲート)
アマゾン (HMS Amazon, F169) は、イギリス海軍の21型フリゲート。8隻の21型の中で、フォークランド紛争に参加しなかった唯一の艦である。

## 艦歴
1977年に火災を起こし、重量軽減のために採用されていた全アルミ合金製の上部構造物が火災に対して脆弱であることが判明した。フォークランド紛争時には極東艦隊に配備されていたため、参加していない。また、当初の改装は受けていないが、フォークランドの戦訓を取り入れた改装時に、エグゾセを追加されている。
イギリス海軍を退役後、パキスタン海軍へ譲渡され、1993年9月に駆逐艦「バーブル」（D-182）として再就役した。艦名は、ムガル帝国の建国者であるバーブルに因む。アンバスケイドが最初に引き渡されて「タリク」として再就役したため、パキスタン海軍ではネームシップではない。引き渡し後の改装により、艦対艦ミサイルはハープーンとなり、ファランクスCIWSが装備されるなど、兵装はイギリス艦時代からかなり変化している。
同じく再就役した他の21型フリゲート5隻とともに、パキスタン海軍の第25駆逐艦戦隊に配備された。
2011年8月3日、ソマリア沖で商船の救助中にインド海軍フリゲート「ゴダヴァリ」と衝突し、両国間で外交問題となった（en:Operation Umeed-e-Nuh）。
2014年に退役した。